# Station Vierzy
Station Vierzy is een spoorwegstation in de Franse gemeente Vierzy.